# Ázsiai Infrastrukturális Befektetési Bank
Az Ázsiai Infrastrukturális Beruházási Bank (Asian Infrastructure Investment Bank, AIIB) egy Kína által felállítani javasolt nemzetközi pénzügyi intézmény. A bankot kínai kezdeményezésre azért hozták létre, hogy az ázsiai és a csendes-óceáni térség óriási méretű, mintegy évi ezermilliárd dollár nagyságrendű beruházási szükségletét versenyképes források nyújtásával és mobilizálásával enyhítsék. 2015. június 29-én az alapító 57 országából 50 aláírta a bank alapszabályát, majd ratifikálta azt, ezután 2015. december 25-én alakult meg, majd 2016. január 16-án kezdte meg működését az intézmény. A kezdeti célkitűzéseket már igen korán igazolta a bank, hiszen a működésének megkezdése utáni első évben az elfogadott projektek értéke meghaladta a 2 milliárd dollárt. A Dél-Koreában tartott 2017. évi közgyűlésen a bank tulajdonosai – köztük már Magyarország is – ennek dinamikus növelését tűzték ki célul.

## Története
2015. június 29-én írta alá az alapító 57 ország közül 50 a bank alapszabályát, ezzel megteremtették a szervezet jogi kereteit. A működést még az év végén meg szerették volna kezdeni, azonban ez egy kisebb csúszással csak 2016. január 16-án történt meg. Hszi Csin-ping, a Kínai Népköztársaság elnöke történelmi lépésnek nevezte a bank létrejöttét. A bank 100 milliárd dolláros alaptőkéjének részvényeseinek helyei 75%-ban ázsiai országok számára voltak fenntartva az induláskor, hiszen főként ezeknek az országoknak az infrastruktúra-fejlesztése a bank létrejöttének a célja.
Akik kimaradtak a csatlakozásból az az USA és Japán, illetve Észak-Korea kérelmét elutasították. A Bankot egyesek már indulásakor fenyegetőnek találták az USA nemzetközi meghatározó szerepére nézve, Kína befolyása a tagországokban a bankon keresztül pedig még kérdéses. 2009-ben 8 trillió dollár értékre becsülték a szükséges fejlesztéseket az ázsiai régióban, Kína erre a becslésre hivatkozott a 100 milliárd dollár alaptőkéjű bank (amelyből, 50 milliárdot Kína szolgáltat) felállításakor, mondván, a Világbank 220 millió dolláros alapja és az ADB 160 milliárdja nem elég ezek finanszírozására. A bank létrejöttével nagyban hozzájárul ennek a hatalmas igénynek a kielégítéséhez, valamint ennek az óriási összegnek a 68%-a új kapacitások kialakítására fordítódna, amely 51%-ban elektromos áram előállítását, 29%-ban útépítést és 13%-ban telekommunikációs fejlesztéseket jelent. Az induláskor a bank részvényeseinek helye 75%-a ázsiai országok számára volt fenntartva, Kína pedig annak ellenére, hogy alapító és a székhely is itt helyezkedik el, nem tartott igényt a vétójogra. Mindemellett mivel Kína részesedése több, mint 30%, Indiáé pedig több mint 8% (amelyekkel ők a legnagyobb részvényesek) regionális viszonylatban e két ország hatalmi szerepét erősíti a bank.
Az indulás utáni évben még csak az alapító tagokkal folyt a munka, azonban csatlakozási kérelmek folyamatosan érkeztek, az AIIB főleg szövetségesi körének kiépítésével kezdte meg a működését. Társfinanszírozónak csatlakozott több hasonló intézet (World Bank, Asian Development Bank, EBRD) projektjeibe.  2016-ban összesen kilenc, csak infrastrukturális projektet tudhatott magáénak a bank Ázsiában, 1,7 milliárd dolláros értékben, melyek az Új Selyemutat támogatják. Az első működési évet az elemzők sikeresnek ítélték.

## Funkciói
Az AIIB elsősorban az ázsiai országok infrastrukturális hiányosságainak javítására és különbségeinek csökkentésére jött létre. Működésének első évében már 6 jelentős projektet támogatott, ami mellett hét további tervet készítettek elő ugyanebben az időben. Ezek a tervek az infrastruktúra különböző ágait fejlesztik, legyen szó energiáról, úthálózatról vagy városfejlesztésről.
2016. június 25-26 között az igazgatótanács első éves gyűlésén a bank elnöke, Jin Liquin ígéretet tett a transzparenciára és környezetvédelemre való törekvésre, amely meglepő kijelentés volt más kínai tulajdonban lévő fejlesztési bankokhoz képest. Az ülést Zhang Gaoli kínai miniszterelnök-helyettes nyitotta, aki az első félévet eredményesnek ítélte, emellett kiemelte, hogy az AIIB elsősorban a tagországokhoz tartozik, valamint, hogy egy új típusú kooperatív partnerség kiépítésére törekednek. Kiemelte a tagországok sokszínűségét, és felhívta a figyelmet az ázsiai partnerekhez való igazodásra, igényeik kielégítésére. Mindemellett igyekeznek minimális környezeti terheléssel működni és ezt az elvet a projektek során is előtérbe helyezik.
Az AIIB első projektjei nagyrészt a Világbank társfinanszírozásával jöttek létre és kivétel nélkül kapcsolódtak az Új Selyemút tervhez.

### Projektek
- Tádzsikisztán: Dusanbe főváros és az üzbég határ közötti útszakasz fejlesztése (az Európai Újjáépítési és Fejlesztési Bank társfinanszírozásában)
- Központi Déli Közúti Folyosó Projekt, Kazahsztán (a Világbank társfinanszírozásában)
- Pakisztán: Az M4 autópálya kiszélesítése a Shorkot-Khanewal szakaszon (az Ázsiai Fejlesztési Bank társfinanszírozásában)
- Pakisztán: Tarbela 5 vízerőmű-bővítési projekt (a Világbank társfinanszírozásában)
- Tamil Nadu, India: Energiaátviteli rendszert támogató projekt
- Banglades: Az áramellátási rendszer fejlesztése és bővítése
- Indonézia: Nyomornyegyed-felszámolási projekt (a Világbank társfinanszírozásában)
- Mianmar: Myingyan Kombinált ciklusú erőmű

Az AIIB betöltött egy tátongó űrt az ázsiai térség fejlesztéseinek finanszírozásában lévő hiányosságokban. Bár a térség világviszonylatban gyorsan fejlődik, azon belül nagy eltérések vannak az infrastrukturális tőke tekintetében. Japánban nagyon magas, a GDP 179%-át teszi ki, valamint Kínában meghaladja a globális átlagot 79%-kal, azonban a délkeleti országokban csupán 30-50%. A világban jelen lévő finanszírozási hiány mintegy 30-50%-a a kelet-ázsiai, illetve csendes-óceáni régióban központosul, melynek nagy része (45-60%) az elektromos áram termelésére vonatkozik.

## Fenntarthatóság
Ahogy a térségben is egyre nagyobb hangsúlyt kap, és egyre jobban fejlődik, a bank számára is fontos a fenntarthatóság. A bank nem csak az infrastrukturális fejlesztések finanszírozását tűzte ki célul, hanem a zöld működést is. A bank így a szabályozást fenntartható pénzügyi intézményként kezdte meg.
A tagországok számára is fontos a fenntartható infrastruktúra-befektetések létrejötte. Az ázsiai tagországok főként a zöld energiatermelésre helyezik a hangsúlyt. 2015-ben Kínában jelentősen megnőtt a megújuló energiaforrások használata, erre vonatkozó céljait felül is múlta és ezt a mentalitást lehet érzékelni az Új Selyemút projektjeinél is. India és Indonézia is pályázott zöld beruházásokra, azonban ezen országok még jórészt fosszilis energiahordozókra támaszkodnak. A megújulókra való támaszkodásban többen új munkahelyeket és fejlődést látnak, azonban akadályozó tényező, hogy a költségeket jócskán növeli. Az AIIB erre kínálhat megoldást a megújuló energiaforrások piacának bővítésével és egyre olcsóbb biztosításával.

### Szabályzatok és megvalósulás
Az Articles of Agreement szerint a bank minden lépésének összhanban kell lennie annak működési és finanszírozási irányelveivel, valamint 2016-ban megjelent a bank Environmental and Social Framework szabályzata is, amely a fenntartható működésre vonatkozó követeléseket foglalja össze.
A környezeti és társadalmi fenntarthatóság szempontjait a bank döntési rendszerébe kell beépíteni, azonban első soron az ügyfél igényeinek kell eleget tenni és ő is a felelős az adott projekt során keletkező közvetlen környezeti hatásokért. Az AIIB szakmai segítséget és eszközöket ajánl, mivel a projektek sikerességénél figyelembe veszi a társadalmi és környezeti hatásokat is, valamint a 2015-ös párizsi klímacsúcs célkitűzéseit is szem előtt tartja.
Három fő tényezőt vesz figyelembe a projektek vizsgálata és csoportosítása során: a már említett környezeti és társadalmi értékelést és menedzsmentet, a kényszerű áttelepítést, valamint az őslakosok kérdéseit.
A projektek hatásait is több szempontból vizsgálják és az elhelyezkedés, környezet, illetve a munkálatok minősége és mérete szerint A, B, és C osztályokba kategorizálják. A kategóriák a keletkező károk mértéke szerint alakulnak, az A a legkisebb kárral járó hatások csoportja. Mindezek mellett az FI kategóriába tartoznak azok a projektek, amelyek során a bank pénzügyi közvetítőn keresztül szerepel és a közvetítő is a keretrendszer szerinti besorolást alkalmazza.
Ezek a különböző szempontok szerinti kategóriákba való csoportosítások azt kívánják szolgálni, hogy az esetleges problémákat, felmerülő akadályokat és nehézségeket minél gyorsabban és hatékonyabb módon tudja kiküszöbölni a bank. Könnyebb ugyanis így a rálátás az illegális tevékenységekre és anyagokra, vagy akár az olyan nyersanyagok kiaknázására, amelyek erősen megterhelik a környezetet.
Az érzékeny őslakosok érdekében pedig a Free, Prior and Informed Consultation (FPICon) módszerét alkalmazzák, amelyek a lakosok egy részének esetleges ellenállása esetében is megvalósítja a tárgyalásokat.
Ezek az intézkedések a környezet és társadalom védelme mellett egy ideig fenntarthatónak látszanak, azonban az infrastrukturális portfólió kiterjesztése során még merülhetnek fel akadályok, azonban ezen szabályzatok finomítása a mai napig tart.

### Egy példa a fenntartható működésre
A fenntarthatóság a bangladesi Distribution System Upgrade and Expansion Project során is megfigyelhető. Terv szerint ez 2,5 millió vidéki területeken élő ember ember számára terjeszti ki az elektromos áramszolgáltatást. A projekt B besorolású lett a bank környezeti szabályzata alapján történő besorolás során, viszont a pályázattól elvárták, hogy előzetes kárfelmérést készítsen, ami alapján a bank jelölte ki azt az eszközt, amely a legkevesebb környezeti terheléssel és kockázattal jár. Nem mutattak ki jelentősebb károkat a felmérés során. A környezet védelme mellett a társadalmi megfelelésre is hangsúlyt fektet a projekt, ugyanis 2021-ig mindenkit megfelelő elektromos áram szolgáltatáshoz kívánnak juttatni.

## Kritikák
A bank létrejöttekor több kritika és aggodalom is felütötte a fejét, pl., hogy Kína saját nemzetközi intézményeivel veszélyezteti a már meglévő világméretű szervezetek működését. Ebbe beletartozik a Marshall segélyhez hasonlított Új Selyemút projekt is, mely kifejezetten a belső-kínai fejlesztéseket támogatja. Az USA beli kritikusok egyenesen nyílt támadásnak vélték a bank létrehozását maguk és szövetségeseik ellen. Attól is tartottak, hogy az AIIB nem fog figyelni a már meglévő társadalmi és környezeti szabványokra. Megfogalmazódtak olyan aggályok is, amelyek szerint Kína csak a befolyását akarja növeszteni globális szinten, azonban az országnak nincs vétójoga és a csatlakozó országokkal folyamatosan csökken a részesedése is, így a működés kiegyensúlyozott lehet. Mások úgy gondolták a második világháború óta fennálló rendszert kívánják ledönteni. Mindemellett olyanok is felmerültek, hogy nem lesz egy állandó bizottság, amely felülvizsgálja a kérelmek jelentős részét, vagy hogy az AIIB nem lesz annyira kockázatkerülő, mint a Világbank. Az AIIB-t egyes források a Nemzetközi Valutaalap, a Világbank és az Ázsiai Fejlesztési Bank versenytársának tekintik, melyeket úgy tekintenek, mint az Amerikai Egyesült Államok és más fejlett országok által dominált szervezeteket. A kezdetekkor sokak számára nem volt egyértelmű a bank jelentősége sem, illetve nem volt tiszta a működési rezsim. Ez a sok bizalmatlanság történelmi eredetű lehet, azonban Kína úgy fogalmazott, az ő érdeke is az, hogy a jelenlegi rendszerek fennmaradjanak és fejlődjenek.
A bank létrejöttéről szóló kritikákat már az elején cáfolták, a bank elnöke ugyanis kihangsúlyozta az intézmény politikai függetlenségét a működés és a projektek során, valamint hogy az AIIB kiegészíti és nem pedig kitúrja a többi nagy intézményt. Ezek a kritikák nem is igazolódtak a későbbiekben.
A fenntarthatósággal kapcsolatos aggodalmak is alaptalannak látszanak, a fentebb említett cselekvések tükrében. Ezen a területen a túl gyors és az érintettek korlátozott bevonásával történő szabályzatiktatásokat kritizálták csak.

## Magyarország tagsága
A tagság feltételeiről szóló tárgyalások gyors és magyar szempontból kedvező lezárását követően az Országgyűlés 2017 május 13-án fogadta el a taggá váláshoz szükséges nemzetközi megállapodást 12 másik országgal együtt (Belgium, Kanada, Etiópia, Írország, Peru, Szudán, Venezuela, Hong Kong, Fiji, Afganisztán, Örményország, Timor Leste). A csatlakozási okmányokat Varga Mihály nemzetgazdasági miniszter, az AIIB Magyarországot képviselő kormányzójaként adta át Jin Liqun, a pekingi székhelyű bank elnöke számára 2017 júniusában, az AIIB dél-koreai éves közgyűlésén. A csatlakozási okmányok átadásával és az első tőkerészlet átutalásával Magyarország másodikként csatlakozott az Ázsiai Infrastrukturális Beruházási Bankhoz (AIIB) Közép-Kelet-Európából. Hazánk gazdasági súlyának megfelelő tulajdonosi részesedést ért el az intézményben – amely nagyobb például Portugália részarányánál -, így az Egyesült Királyság által vezetett országcsoport tagjaként Magyarország az igazgatóságban hatékonyan vehet részt a bank stratégiájának, célkitűzéseinek alakításában is. A cél a tagsággal az, hogy Magyarország nemzetközi pénzügyi és külgazdasági kapcsolatrendszere a világ dinamikusan fejlődő régiójában nő majd tovább, amely kedvező hatást gyakorolhat a gazdasági növekedésre és a vállalati versenyképesség javítására egyaránt.

## Tagországok és részesedéseik[1]
félkövérrel kiemelve az alapító országok láthatóak
| Tagállam                      | Belépés dátuma      | Részesedés a pénzügyi alapból   | Szavazati súly                 |
| Afganisztán                   | 2017. október 13    | 0,0898% (86,6 millió USD)       | 0,2332% (2,616 szavazat)       |
| Ausztrália                    | 2015. december 25   | 3,8289% (3,691,2 millió USD)    | 3,5162% (39,435 szavazat)      |
| Azerbajdzsán                  | 2016. június 24     | 0,2636% (251,4 millió USD)      | 0,4515% (4,064 szavazat)       |
| Bahrein                       | 2018. augusztus 24  | 0,1075% (103,6 millió USD)      | 0,2638% (9,128 szavazat)       |
| Bangladesh                    | 2016. március 22    | 0,6851% (660,5 millió USD)      | 0,8139% (9,128 szavazat)       |
| Brunei Szultanátus            | 2015. december 25   | 0,0544% (52,4 millió USD)       | 0,2717% (3,047 szavazat)       |
| Ciprus                        | 2018. június 25     | 0,0207% (20,0 millió USD)       | 0,1893% (2,123 szavazat)       |
| Egyesült Arab Emírségek       | 2016. január 15     | 1,2299% (1,185,7 millió USD)    | 1,2822% (14.380 szavazat)      |
| Fiji                          | 2017. december 11   | 0,0130% (12,5 millió USD)       | 0,1826% (2,048 szavazat)       |
| Fülöp-szigetek                | 2016. december 28   | 1,0156% (979,1 millió USD)      | 1,0980% (12,314 szavazat)      |
| Grúzia                        | 2015. december 25   | 0,0559% (53,9 millió USD)       | 0,2730% (3,062 szavazat)       |
| Hog Kong (Kína)               | 2017. június 07     | 0,7936% (765,1 millió USD)      | 0,8537% (9,574 szavazat)       |
| India                         | 2016. január 11     | 8,6794% (8,367,3 millió USD)    | 7,6855% (86,196 szavazat)      |
| Indonézia                     | 2016. január 14     | 3,4861% (3,360,7 millió USD)    | 3,2215% (36,130 szavazat)      |
| Irán                          | 2017. január 16     | 1,6398% (1,580,8 millió USD)    | 1,3526% (16,169 szavazat)      |
| Izrael                        | 2016. január 15     | 0,7779% (749,9 millió USD)      | 0,8936% (10,022 szavazat)      |
| Jordánia                      | 2015. december 25   | 0,1236% (119,2 millió USD)      | 0,3312% (3,715 szavazat)       |
| Kambodzsa                     | 2016. május 17      | 0,0646% (62,3 millió USD)       | 0,2805% (3,146 szavazat)       |
| Katar                         | 2016. június 24     | 0,6269% (604,4 millió USD)      | 0,7639% (8,567 szavazat)       |
| Kazahsztán                    | 2016. április 18    | 0,7565% (729,3 millió USD)      | 0,7452% (8,357 szavazat)       |
| Kelet-Timor                   | 2017. november 22   | 0,0166% (16,0 millió USD)       | 0,1857% (2.083 szavazat)       |
| Kína                          | 2015. december 25   | 30,8913% (29,780,4 millió USD)  | 26,7782% (300,327 szavazat)    |
| Kirgizisztán                  | 2016. április 11    | 0,0278% (26,8 millió USD)       | 0,2489% (2,791 szavazat)       |
| Korea                         | 2015. december 25   | 3,8782% (3,738,7 millió USD)    | 3,5585% (39,910 szavazat)      |
| Laosz                         | 2016. január 15     | 0,0446% (43,0 millió USD)       | 0,2633% (2,953 szavazat)       |
| Malajzia                      | 2017. március 27    | 0,1136% (109,5 millió USD)      | 0,3226% (3,618 szavazat)       |
| Maldív-szigetek               | 2016. január 4      | 0,0075% (7,2 millió USD)        | 0,2314% (2,595 szavazat)       |
| Mianmar                       | 2015. december 25   | 0,2744% (264,5 millió USD)      | 0,4608% (5,168 szavazat)       |
| Mongólia                      | 2015. december 25   | 0,0426% (41,1 millió USD)       | 0,2616% (0,934 szavazat)       |
| Nepál                         | 2016. január 13     | 0,0839% (80,9 millió USD)       | 0,2827% (3,170 szavazat)       |
| Omán                          | 2016. június 21     | 0,2689% (259,2 millió USD)      | 0,4561% (5,115 szavazat)       |
| Oroszország                   | 2015. december 28   | 6,7800% (6,536,2 millió USD)    | 6,0529% (67,885 szavazat)      |
| Pakisztán                     | 2015. december 25   | 1,0727% (1,034,1 millió USD)    | 0,9626% (10,796 szavazat)      |
| Srí Lanka                     | 2016. június 22     | 0,2790% (269,0 millió USD)      | 0,4648% (5,213 szavazat)       |
| Szamoa                        | 2018. április 3     | 0,0022% (2,1 millió USD)        | 0,1733% (1,944 szavazat)       |
| Szaúd-Arábia                  | 2016. február 19    | 2,6395% (2,544,6 millió USD)    | 2,4938% (27,969 szavazat)      |
| Szingapúr                     | 2015. december 25   | 0,2593% (250,0 millió USD)      | 0,4479% (5,023 szavazat)       |
| Tádzsikisztán                 | 2016. január 16     | 0,0321% (30,9 millió USD)       | 0,2470% (2,770 szavazat)       |
| Thaiföld                      | 2016. június 20     | 1,4808% (1,427,5 millió USD)    | 1,4978% (16.798 szavazat)      |
| Törökország                   | 2016. január 15     | 2,7073% (2,609,9 millió USD)    | 2,5520% (28.622 szavazat)      |
| Új-Zéland                     | 2015. december 25   | 0,4787% (461,5 millió USD)      | 0,6364% (7,138 szavazat)       |
| Üzbegisztán                   | 2016. november 30   | 0,2280% (219,8 millió USD)      | 0,4209% (4.721 szavazat)       |
| Vanuatu                       | 2018. március 06    | 0,0005% (0,5 millió USD)        | 0,1719% (1.928 szavazat)       |
| Vietnám                       | 2016. április 11    | 0,6880% (663,3 millió USD)      | 0,6981% (7.829 szavazat)       |
| Térségi tagállamok összesen   |                     | 76,6104% (73,855,3 millió USD)  | 74,5722% (836.353 szavazat)    |
|                               |                     |                                 |                                |
| Ausztria                      | 2015. december 25   | 0,5195% (500,8 millió USD)      | 0,6715% (7.531 szavazat)       |
| Dánia                         | 2016. január 15     | 0,3833% (369,5 millió USD)      | 0,5544% (6.218 szavazat)       |
| Egyesült Királyság            | 2015. december 25   | 3,1687% (3,054,7 millió USD)    | 2,9486% (33.070 szavazat)      |
| Egyiptom                      | 2016. augusztus 04  | 0,6748% (650,5 millió USD)      | 0,8050% (9.028 szavazat)       |
| Etiópia                       | 2017. május 13      | 0,0475% (45,8 millió USD)       | 0,2123% (2.381 szavazat)       |
| Fehéroroszország              | 2019. január 17     | 0,0665% (64,1 millió USD)       | 0,2286% (2.564 szavazat)       |
| Finnország                    | 2016. január 07     | 0,3219% (310,3 millió USD)      | 0,5016% (5.626 szavazat)       |
| Franciaország                 | 2016. június 16     | 3,5015% (3,375,6 millió USD)    | 3,2348% (36.279 szavazat)      |
| Hollandia                     | 2015. december 25   | 1,0698% (1,031,3 millió USD)    | 1,1445% (12.836 szavazat)      |
| Írország                      | 2017. október 23    | 0,1362% (131,3 millió USD)      | 0,2885% (3.236 szavazat)       |
| Izland                        | 2016. március 4     | 0,0183% (17,6 millió USD)       | 0,2407% (2.699 szavazat)       |
| Kanada                        | 2018. március 19    | 1,0325% (995,4 millió USD)      | 1,0590% (11.877 szavazat)      |
| Lengyelország                 | 2016. június 15     | 0,8628% (831,8 millió USD)      | 0,9666% (10.841 szavazat)      |
| Luxemburg                     | 2015. december 25   | 0,0723% (69,7 millió USD)       | 0,2871% (3.220 szavazat)       |
| Madagaszkár                   | 2018. június 25     | 0,0052% (5,0 millió USD)        | 0,1759% (1.973 szavazat)       |
| Magyarország                  | 2017. június 16     | 0,1037% (100,0 millió USD)      | 0,2606% (2.923 szavazat)       |
| Málta                         | 2016. január 07     | 0,0141% (13,6 millió USD)       | 0,2371% (2.659 szavazat)       |
| Németország                   | 2015. december 25   | 4,6515% (4,484,2 millió USD)    | 4,2232% (47.365 szavazat)      |
| Norvégia                      | 2015. december 25   | 0,5711% (550,6 millió USD)      | 0,6177% (6.928 szavazat)       |
| Olaszország                   | 2016. július 13     | 2,6677% (2,571,8 millió USD)    | 2,5181% (28.241 szavazat)      |
| Portugália                    | 2018. február 08    | 0,0674% (65,0 millió USD)       | 0,2829% (3.173 szavazat)       |
| Románia                       | 2018. december 28   | 0,1587% (153,0 millió USD)      | 0,3079% (3.453 szavazat)       |
| Spanyolország                 | 2017. december 15   | 1,8272% (1,761,5 millió USD)    | 1,7956% (20.138 szavazat)      |
| Svájc                         | 2016. április 25    | 0,7328% (706,4 millió USD)      | 0,8548% (9.587 szavazat)       |
| Svédország                    | 2016. június 23     | 0,6535% (630,0 millió USD)      | 0,7867% (8.823 szavazat)       |
| Szudán                        | 2018. szeptember 13 | 0,0612% (59,0 millió USD)       | 0,2241% (2.513 szavazat)       |
| Nem térségi államok összesen: |                     | 23,3896% (22.548,5 millió USD)  | 25,4278% (285.182 szavazat)    |
|                               |                     |                                 |                                |
| Összesen                      |                     | 100,0000% (96.403,8 millió USD) | 100,0000% (1.121,535 szavazat) |

## Fordítás
- Ez a szócikk részben vagy egészben az Asian Infrastructure Investment Bank című angol Wikipédia-szócikk ezen változatának fordításán alapul.  Az eredeti cikk szerkesztőit annak laptörténete sorolja fel. Ez a jelzés csupán a megfogalmazás eredetét és a szerzői jogokat jelzi, nem szolgál a cikkben szereplő információk forrásmegjelöléseként.